# Äsphults kyrka
Äsphults kyrka är en kyrkobyggnad i Äsphult. Den är församlingskyrka i Tollarps församling i Lunds stift.

## Kyrkobyggnaden
Kyrkan uppfördes omkring år 1200 i romansk stil. Under 1400-talet slogs valv. Tornet uppfördes troligen i början av 1600-talet. 1880 restaurerades kyrkan utifrån det förslag som Helgo Zettervall hade kommit med. Nya valv slogs i långhuset och tornet byggdes om.

## Inventarier
- Altaruppsatsen i barockstil tillverkades under första hälften av 1700-talet av Matthias Stenberg. Dess motiv är nattvarden och den är inramad av kolonner med Lukas och Matteus på vänstra sidan, samt Markus och Johannes på högra sidan.
- Predikstolen är av ek och furu och består av delar från 1600-talet, 1700-talet och 1800-talet.
- Dopfunten är samtida med kyrkan och är liksom kyrkans sockel gjord av sandsten. Tillhörande dopfat av mässing är nedsänkt i dopfunten och pryds med en inskription. Dopfatet skänktes 1661 av en kvinna från Vä.

### Orgel
Den nuvarande orgeln byggdes 1928 av A. Mårtenssons Orgelfabrik AB, Lund och är en pneumatisk orgel. Det finns en gemensam svällare för hela orgeln.
| Manual I     | Manual II       | Pedal      | Koppel |
| Borduna 16´  | Gedackt 8´      | Subbas 16´ | I/P    |
| Principal 8´ | Salicional 8'   |            | II/P   |
| Flöjt 8'     | Gamba 8'        |            | II/I   |
| Oktava 4'    | Voix celeste 8' |            |        |
| Trumpet 8'   | Gemshorn 4'     |            |        |

### Webbkällor
- Demografisk Databas Södra Sverige
- Lars Tynell, Skånes medeltida dopfuntar, 1913
- Åsbo Släkt- och Folklivsforskare
- Äsphults församling